# Nana-Buluku Coronae
Le Nana-Buluku Coronae sono una struttura geologica della superficie di Venere.